# Statue-menhir de Serregrand
La statue-menhir de Serregrand est une statue-menhir appartenant au groupe rouergat découverte à Rebourguil, dans le département de l'Aveyron en France.

## Description
Elle a été découverte en 1892. Elle a été sculptée et gravée sur une dalle de grès permien d'origine locale. Elle mesure 0,80 m de hauteur sur 0,38 m de largeur et 0,13 m d'épaisseur.
La statue est complète. À l'origine, c'est une statue-menhir masculine qui a été féminisée dans un second temps. Le visage (nez, yeux) est de forme triangulaire. Les membres supérieurs et inférieurs et les doigts et orteils sont bien visibles. Les seins sont placés très haut, de part et d'autre du visage, peut-être par manque de place. Le dos de la statue est très abîmé mais on peut encore y distinguer les crochets-omoplates. Le baudrier et « l'objet », attributs masculins, sont encore visibles bien que l'objet ait été en partie effacé pour rajouter le collier, attribut féminin. La ceinture comporte une boucle ronde et un décor de chevrons, probablement rajouté lors de la féminisation de la statue. Le personnage porte un vêtement à plis.
La statue est conservée au musée d'Archéologie nationale, une copie a été dressée près de l'emplacement de sa découverte.